# 細川晋
細川 晋（ほそかわ しん）は、日本の映像作家、アニメーター。
主に、NHKの音楽番組「みんなのうた」などのアニメーションを制作している。

## 作成作品一覧

### みんなのうた
- ◆は5分間1曲枠の楽曲。
- いらっしゃい / 倍賞千恵子（2006年10月・11月放送）◆